# Замок Гимарайнш
Замок Гимарайнш (порт. Castelo de Guimarães) — средневековый замок в городе Гимарайнш в Португалии. В 2001 году вместе с историческим центром города включён в список Всемирного наследия. Имеет статус национального монумента, с 2007 года министерством культуры отнесён к Семи чудесам Португалии.

## История
Территория, на которой находится Гимарайнш, была завоёвана у арабов в конце IX века в ходе Реконкисты. Первым графом Гимарайнша (в то время составлявшего всю Португалию) стал Диогу Фернандеш. Одна из его дочерей, Мумадона Диаш, была замужем за графом Эрменегильду Гонсалвишем. Она овдовела в 928 году и осталась наследницей графства, которое было разделено около 950 года между шестью её детьми. Мумадона основала в деревне Вимаранеш (впоследствии город Гимарайнш) монастырь, которому 26 января 959 года передала большой участок земли и движимое имущество.
Для защиты монастыря от нападений мусульман из-за южной границы Португалии и норманнов с моря Мумадона Диаш велела на вершине холма Монте-Ларгу над деревней построить замок. Сохранился документ с этим приказом, датированный декабрём 958 года. Замок был посвящён святому Маманту, и предполагается, что его конструкция была чрезвычайно проста — донжон, окружённый прямоугольной в плане стеной.
Через сто лет Вимаранеш вошёл в состав земель, переданных кастильским королём Альфонсо VI Генриху Бургундскому, первому графу Португалии и основателю Бургундской династии. Генрих и его супруга, Тереза Леонская, выбрали деревню и замок в качестве своей резиденции. Сооружения времён Мумадоны были разрушены, и на их месте была построена грандиозная структура с большим донжоном и воротами на западе и востоке. В 1128 году сын Генриха и Терезы, Афонсу I Великий, одержал около Гимарайнша победу над войсками своей матери, тем самым освободив Португалию от влияния Леона и Кастилии и превратив её в самостоятельное королевство.
В дальнейшем замок неоднократно перестраивался. Так, в середине XIII века при Афонсу III была существенно расширена стена, объединив системы защиты замка и города. При короле Фернанду I стены были дальше укреплены, и городу удалось отразить вторжение Энрике II Кастильского. Старая стена была разобрана около 1420 года.
В 1383—1385 годах алькальд Гимарайнша, Айриш Гомеш да Силва, занял сторону Кастилии, и замок был взят в июне 1385 года войсками Жуана I. В результате впервые замок и город оказались под властью одной юрисдикции и были объединены в деревню Гимарайнш. Вокруг города была построена стена с восемью воротами и восемью башнями, периметром около двух километров.
В XV веке замок потерял всякое оборонительное значение и использовался сначала как тюрьма, а затем, постепенно разрушаясь, в сельскохозяйственных целях. В XVIII веке одна из башен была разобрана и камень использовался для строительства церкви святого Михаила. В XIX веке была разобрана ещё одна башня. В 1853 году Гимарайнш получил права города, а 19 марта 1881 года замок был указом короля Луиша I объявлен историческим памятником первого класса. Впоследствии отнесён к Национальным монументам, были проведены несколько серий реставрационных работ. В настоящее время замок полностью отреставрирован и открыт для посещения.

## Устройство
Замок в плане представляет собой геральдический щит. Сохранились четыре башни и несколько ворот. На западной стороне через внутренний ров перекинут деревянный мост ко входу в донжон.